# Luis Pavez Muñoz
Luis Alberto Pavez Muñoz (Santiago del Cile, 17 settembre 1995) è un calciatore cileno, difensore dell'Unión Española.

## Carriera
Vinse il campionato cileno nel 2014 con il Colo Colo.